# Donje Selo (Šolta)
Donje Selo is een plaats op het eiland gemeente Šolta in de Kroatische provincie Split-Dalmatië. De plaats telt inwoners (2001).

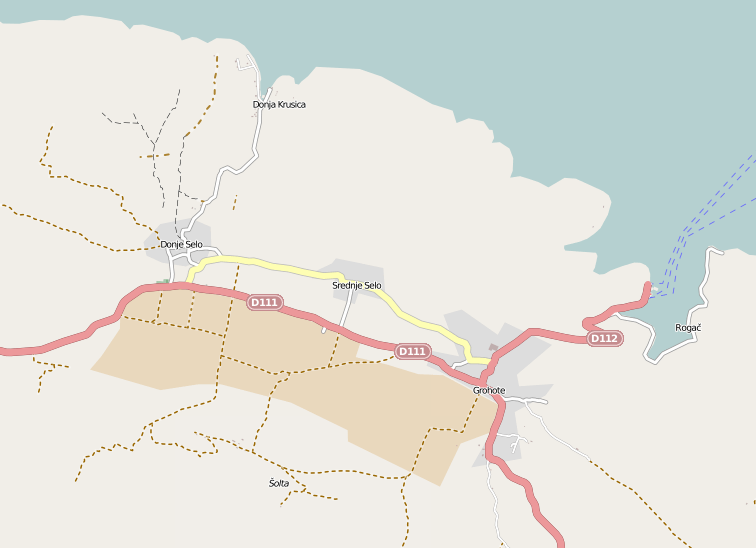
OpenStreetMap
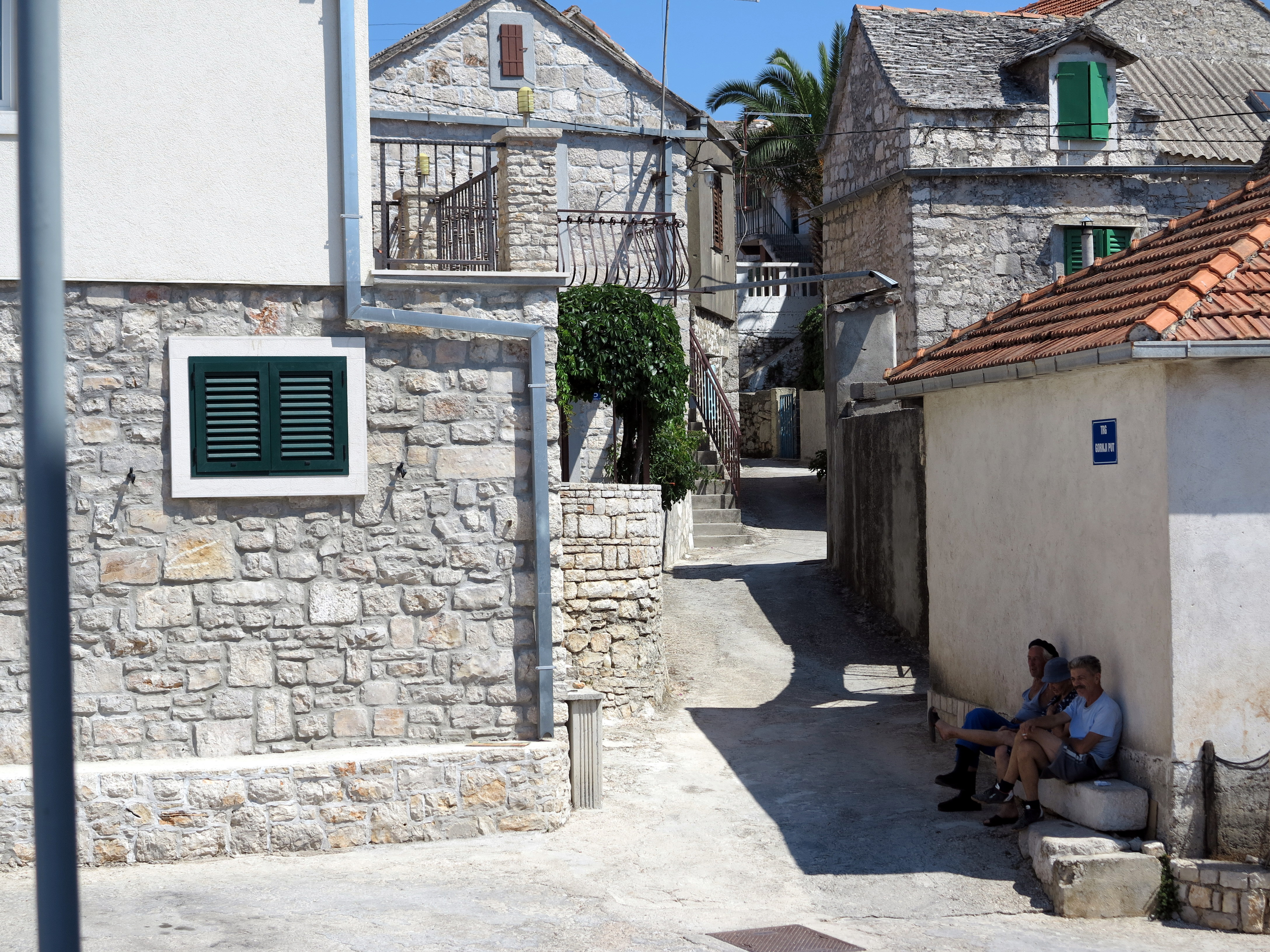
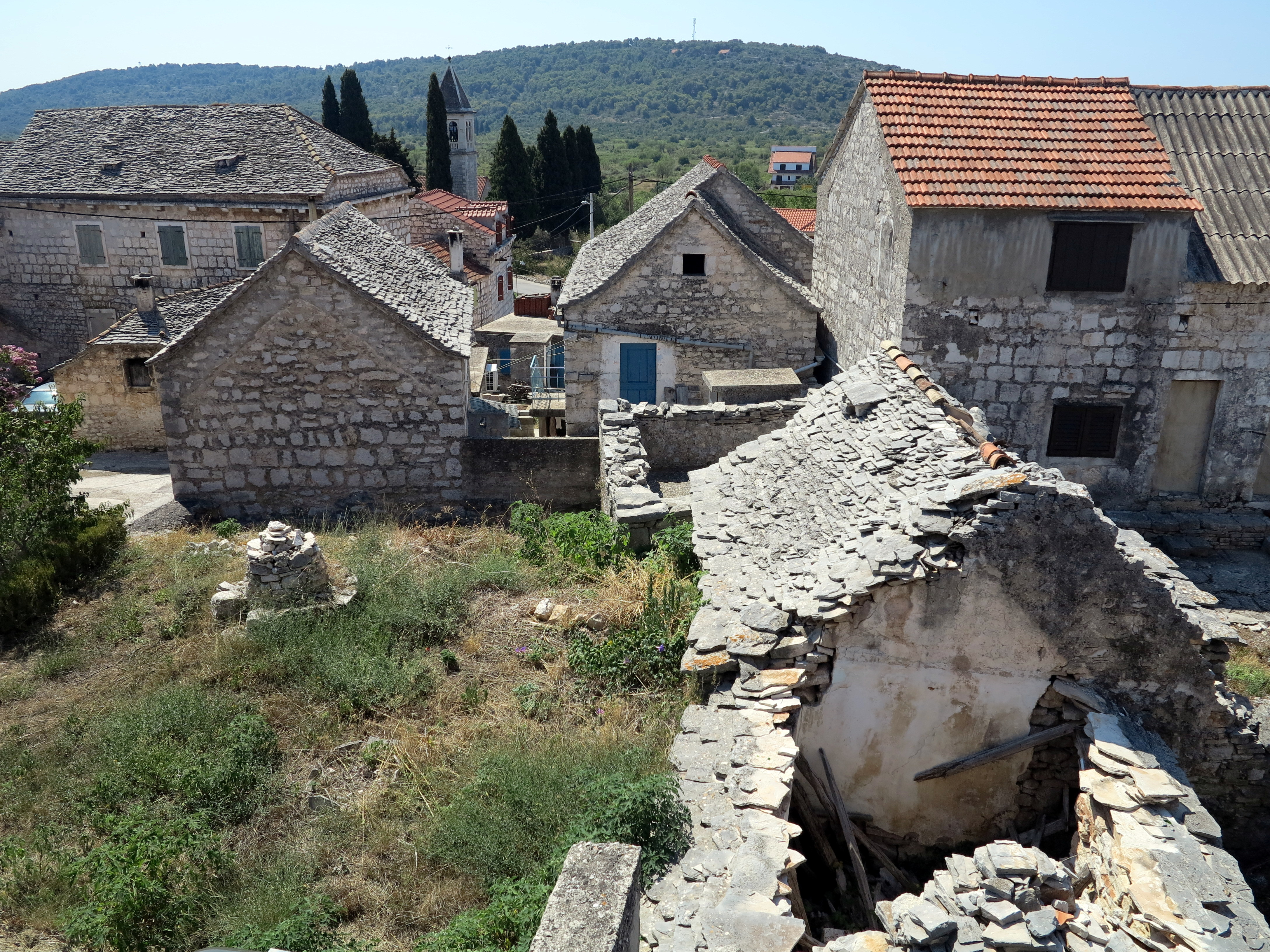
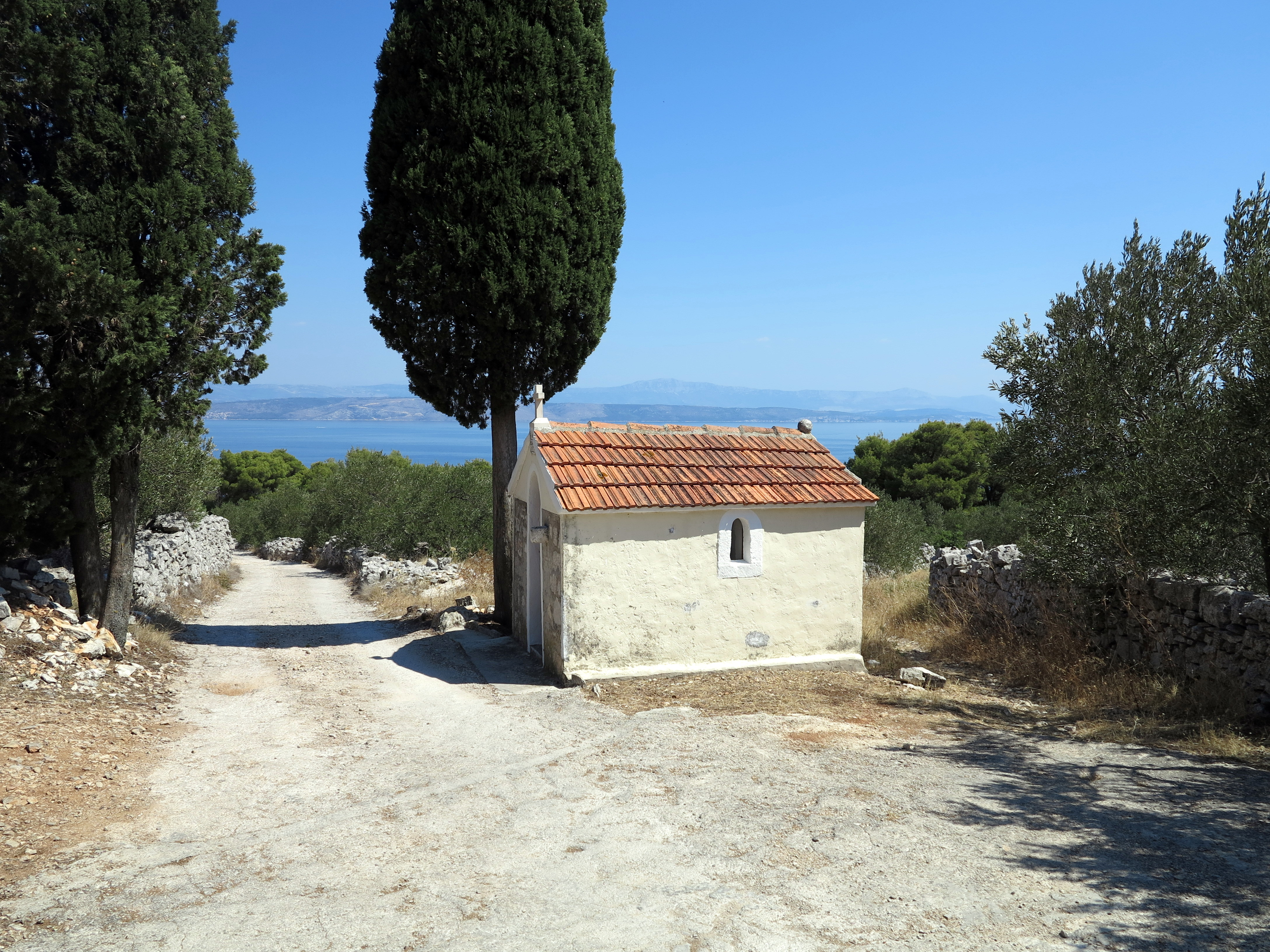